# Ariel (imię)
Ariel (hebr. ‏אֲרִיאֵל‎) – imię męskie pochodzenia biblijnego. Wywodzi się od hebrajskich słów oznaczających „lew Boga”. W Starym Testamencie używane było jako alternatywna nazwa miasta Jerozolima. 
W pierwszym półroczu 2024 nadano je w Polsce 9 razy. W styczniu 2024 r. w rejestrze PESEL, wśród publicznie dostępnych danych dotyczących osób żyjących, wykazano 4746 mężczyzn o imieniu Ariel nadanym jako imię pierwsze. Dla porównania, najczęściej nadane jako męskie imię pierwsze – Piotr nosi 689313 osób. 
Żeńska forma: Ariela.
Ariel imieniny obchodzi 1 października i 16 listopada.

## Osoby i postacie o imieniu Ariel
- Ariel – bohater Szaleństwa Majki Skowron (serial Stanisława Jędryki nakręcony na podstawie powieści Aleksandra Minkowskiego)
- Ariel – duszek powietrzny z „Burzy” Williama Shakespeare'a
- Ariel Borysiuk – polski piłkarz
- Ariel Jakubowski – polski piłkarz
- Ariel Kuśka – polski judoka
- Ariel Pietrasik – polski szczypiornista
- Ariel Szaron – izraelski polityk
- Ariel Galeano – paragwajski trener piłkarski.